# Patrizia Piacentini
Pour les articles homonymes, voir Piacentini.
Patrizia Piacentini, née en 1961 à Pavullo nel Frignano, est une égyptologue et archéologue italienne.
Depuis 2018, elle dirige l'Egyptian-Italian Mission at West Aswan (EIMAWA), à Assouan, Égypte. Elle est membre correspondante de l'Accademia dei Lincei depuis 2022, et membre de l'Accademia Ambrosiana dès 2023.

## Biographie

### Formation
Diplômée de Lettres Classiques en 1986 à l'Université de Bologne avec un mémoire en égyptologie, elle suit un DEA à l'École Pratique des Hautes Études (IVe Section, Paris) en 1991, puis obtient un doctorat de recherche en Histoire et philologie égyptienne, avec une thèse sur les scribes égyptiens de l'Ancien Empire.   

### Carrière universitaire
Dès 1993, elle occupe le rôle de Professeur associé d'égyptologie à l'Université de Milan, et y enseigne l'archéologie égyptienne à l'École de Spécialisation en archéologie dès 1999.  
Depuis 2005, elle est Professeur titulaire d'Égyptologie et d'archéologie égyptienne à l'Université de Milan. Elle y est coordinatrice des Archives d'Égyptologie depuis 1999, et coordinatrice du Collège de doctorat en Sciences du patrimoine littéraire, artistique et naturel de 2018 à 2021. 
De 2003 à 2014, elle fait partie du Collège de doctorat en Histoire et Civilisations méditerranéennes de l'Université de Pavie. Entre 2006 et 2011, elle est membre du conseil d'administration de l'Institut Français d'Archéologie Orientale du Caire. Elle fait aujourd'hui partie du Conseil de la Fondation Michela Schiff Giorgini de l'Institut d'Études Méditerranéennes de Montréal, de l'Institut Italien pour la Civilisation égyptienne, et de la Société Française d'Égyptologie. En 2019, elle est "Gale Visiting Fellow" de l'Australian Centre for Egyptology de l'Université Macquarie, et membre correspondante du Shanghai Archaeology Forum de l'Académie chinoise des sciences sociales.   

### Publications et distinctions
Elle a publié plus de 250 articles et livres, tenu plus de 150 conférences dans plusieurs pays, et organisé de nombreuses expositions en Italie et dans le monde. Elle a dirigé ou participé à de nombreuses fouilles archéologiques en Italie et en Égypte. 
En 2022, elle est nommée membre correspondante de l'Académie Nationale des Lyncéens. La même année, lui est décerné le prix "Gaston Maspero" par l'Académie des Inscriptions et Belles-Lettres pour l'ensemble de ses travaux en égyptologie. En 2023, elle est nommée membre de l'Académie ambrosienne, Classe africaine. 

## Bibliothèque et Archives d'Égyptologie

### Fondation et premières acquisitions
En 1999, elle fonde la Bibliothèque et Archives d'Égyptologie de l'Université de Milan, pour laquelle elle assure la direction scientifique et organisatrice. La "Biblioteca e Archivi di Egittologia" naît de l'acquisition de la bibliothèque d'Elmar Edel, composée de 16 000 titres consacrés à l'étude de l'Égypte, du Proche-Orient antique, aux études bibliques, et de collections de chercheurs tels que Hans Bonnet et Alfred Wiedemann. Entre 2001 et 2002, elle acquiert une partie de la bibliothèque de l'égyptologue Alexandre Varille, dont les archives regroupent aussi, entre autres, celles de Victor Loret, Selim Hassan ou Fernand Bisson de la Roque.

### Développement de la Bibliothèque
Les années suivantes, le centre s'enrichit : Patrizia Piacentini, avec sa bibliothèque, acquiert d'importantes bibliothèques (comme l'épistolaire de Heinrich Brugsch et Auguste Mariette en 2004), et reçoit plusieurs dons (les archives de William K. Simpson en 2007, de Pierre Lacau en 2009, de Sergio Pernigotti en 2019, etc.). Elle acquiert aussi les fonds de Mario Tosi, Werner Kaiser, et d'autres. En 2009, elle fonde la revue EDAL (Egyptian and Egyptological Documents Archives Libraries), aux éditions Pontremoli (Milan, Italie), qu'elle dirige encore aujourd'hui.

## Mission EIMAWA: Egyptian-Italian Mission at West Aswan
En février 2019, dans la zone du Mausolée de l'Aga Khan à Assouan, Patrizia Piacentini découvre plus de 300 tombes et des centaines de corps momifiés, datés du VIIe siècle av. J.-C. au IIIe siècle ap. J.-C.. Jusqu'alors, la vie des habitants d'Assouan était connue (grâce à des papyrus et quelques objets), mais l'on ignorait où ils étaient enterrés. Cette découverte permet d'expliquer les conditions de vie des habitants, les causes de leur mort, et plus généralement leurs rapports commerciaux avec l'Afrique subsaharienne, et les travaux dans les carrières de pierre d'Assouan.
L'équipe interdisciplinaire de la mission est composée, entre autres, de topographes, ingénieurs, géologues, anthropologues, botanistes, experts en big data, majoritairement italiens et égyptiens.

« Nous avons devant nous une surface d'environ 100 000 m2 rongée par les tombes », résume Patrizia Piacentini. Une mine d'or pour l'étude de la démographie d'Assouan à l'époque ptolémaïque et romaine. Ainsi que pour la recherche sur les pratiques cultuelles de la Haute-Égypte.

## Publications

### Monographies
- P. Piacentini (2017). Egitto 1914: la vita straordinaria di Theodor Kofler, pioniere della fotografia archeologica aerea, Gavardo: Pro Loco del Chiese,  (ISBN 9788890544965).
- P. Piacentini (2015). Egitto dal cielo 1914. La riscoperta del fotografo pioniere prigioniero professionista Theodor Kofler / Egypt from the sky 1914. The rediscovery of the photographer pioneer, prisoner, professional Theodor Kofler. Firenze: Phasar.  (ISBN 978-88-6358-303-8)
- P. Piacentini (2011). Egypt and the Pharaohs: from Conservation to Enjoyment. Pharaonic Egypt in the Archives and Libraries of the Università degli Studi di Milano. Milano: Università degli Studi - Skira,  (ISBN 9788857208343)
- P. Piacentini (2010). Egypt and the Pharaohs, 1. From the Sand to the Library: Pharaonic Egypt in the Archives and Libraries of the Università degli studi di Milano. Milano: Università degli Studi - Skira,  (ISBN 978-88-5720-834-3)
- P. Piacentini et al. (2005). The Valley of the Kings rediscovered: the excavations journals of Victor Loret (1898-1899) and other manuscripts. Milano: Università degli Studi di Milano,  (ISBN 88-7624-201-5)
- P. Piacentini et al. (2004). La Valle dei Re riscoperta. I giornali di scavo di Victor Loret (1898-1899) e altri inediti. p. 1-334, Milano: Università degli Studi di Milano - Skira Editore,  (ISBN 8876242015)
- P. Piacentini (2002). Les scribes dans la société égyptienne de l’Ancien Empire. Vol. I, p. 1-777, Paris: Cybele,  (ISBN 2-9516758-5-2)
- P. Piacentini (2002). La Biblioteca e gli Archivi di Egittologia del Dipartimento di Scienze dell'Antichità dell'Università degli Studi di Milano. Novara: Nuova Tipografia San Gaudenzio
- P. Piacentini (2000). L’antico Egitto di Napoleone. Milano: Arnoldo Mondadori Editore,  (ISBN 88-04-48396-2)
- P. Piacentini (1993). Zawiet el-Mayetin nel III millennio a.C., Monografie di SEAP, Series Minor 4, p. 1-139, Pisa: Giardini Editori,  (ISBN 88-427-1396-1)
- P. Piacentini (1990). Le lettere di Ippolito Rosellini nella Biblioteca Estense di Modena. SEAP 8, p. 5-111, Pisa: Giardini Editori,  (ISBN 88-427-1211-6)
- P. Piacentini (1990). L’autobiografia di Uni, principe e governatore dell’Alto Egitto, Monografie di SEAP, Series Minor 1, p. 1-107, Pisa: Giardini Editori,  (ISBN 9788842704126)
- P. Piacentini (1989). Gli ‘amministratori di proprietà’ nell’Egitto del III millennio a.C., SEAP 6, p. 1-244. Pisa: Giardini,  (ISBN 978-88-427-1208-4)

### A dirigé
- P. Piacentini, P. Gualtierotti, E.M. Menotti (2018). Il tempo delle Accademie: progetto di una mostra, Mantova: Accademia Nazionale Virgiliana.
- P. Piacentini, C. Orsenigo (2017). Egitto: La straordinaria scoperta del faraone Amenofi II, Milano: 24 ORE Cultura,  (ISBN 9788866483786)
- P. Piacentini, G. Pinna (2010). Museologia egiziana. NUOVA MUSEOLOGIA 23, p. 1-40, Milano: Bine editore, ISSN 1828-1591
- P. Piacentini et al. (2009). Egyptian Archives. Proceedings of the First Session of the International Congress Egyptian Archives / Egyptological Archives. Milano, September 9-10, 2008. Milano: Cisalpino. Istituto Editoriale Universitario - Monduzzi Editore S.p.A.,  (ISBN 978-88-323-6221-3)
- P. Piacentini (2008). Victor Loret in Egypt (1881-1899): From the Archives of the Milan University to the Egyptian Museum in Cairo. Egyptian Museum in Cairo, May 19 - June 30, 2008. Cairo: Supreme Council of Antiquities,  (ISBN 9774377400)
- P. Piacentini (2008). Fiktur Luryah fi Misr, 1881-1899: Min arshif Jami‘at Milanu ilá al-Mathaf al-Misri bi-al-Qahirah. 19 Mayo -30 Younio 2008. p. 1-207, Cairo: Supreme Council of Antiquities,  (ISBN 977-437-739-7)
- P. Piacentini (2006). Gli archivi egittologici dell’Università degli Studi di Milano, 1. Il fondo Elmar Edel. p. 1-486, (Il Filarete 230), Milano: LED,  (ISBN 978-88-7916-324-8)
- P. Piacentini, C. Mora (2006). L’ufficio e il documento. I luoghi, i modi, gli strumenti dell’amministrazione in Egitto e nel Vicino Oriente antico. Atti delle Giornate di studio degli Egittologi e degli Orientalisti italiani. p. 1-566 (Quaderni di ACME 80), Milano: Cisalpino, ISBN
- P. Piacentini, M. Pozzi Battaglia (2002). Egitto. Dalle piramidi ad Alessandro Magno. Milano: Biblioteca di Via Senato Edizioni,  (ISBN 8887945446)
- P. Piacentini, S. Pernigotti (1987). Atti del Colloquio su Giovanni Kminek-Szedlo, Bologna, 7 maggio 1987, SEAP 2. Pisa: Giardini Editore,  (ISBN 88-427-1204-3)